# Cava de’ Tirreni
Cava de’ Tirreni város (közigazgatásilag comune) Olaszország Campania régiójában, Salerno megyében.

## Fekvése
Cava de’ Tirreni a Tirrén-tenger partjától 5 km-re fekszik, a Sorrentói-félsziget nyugati végén, az Amalfi-part mögötti hegyvidéken. A település központja a Lattari-hegység és a Picentini-hegység közötti völgyben alakult ki. Északon Nocera Superiore, Roccapiemonte és Mercato San Severino határolja, keleten Baronissi, Pellezzano és Salerno, délen Vietri sul Mare és Maiori, nyugaton pedig Tramonti. Geomorfológiai szempontból a Nocera-Sarno-síkság és a hegyvidékes Sorrentói-félsziget közötti határvidéken fekszik.

## Története

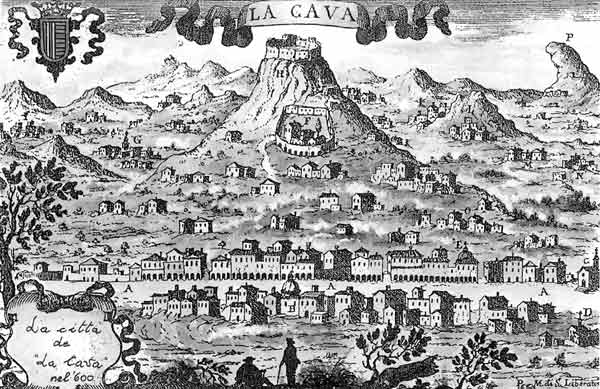
Cava de’ Tirreni az 1600-as években

A központtól 2 km-re délnyugati irányban fekszik a Corpo di Cava nevet viselő kis falu, amelynek bencés apátságát (Santissima Trinità della Cava) 1011-ben alapították Szent Alferius és követői. Noha a templomot és a kolostor épületeit 1796-ban jelentősen átalakították, az eredeti gótikus kerengők napjainkig fennmaradtak. A de’ Tirreni megnevezés származása bizonytalan. A település neve előfordul Cava dei Tirreni alakban is.
A történészek szerint a település valószínűleg az ókori etruszk Marciana helyén alakult ki, amelyről Sztrabón is említést tett. Pontos adatok nem ismertek Cava ókori történetéből, viszont a völgyben megtalált régészeti leletek bizonyítják, hogy a rómaiak idején lakott vidék volt.
A 11. század elején szerzetesek telepedtek le a Monte Finestra lábainál, akiket a szent emberként tisztelt Alferio Pappacarbone longobárd nemes híre csábított ide. A Szentháromság-apátság 1011-ben épült fel, és hamarosan Dél-Itália egyik fontos vallási központjává nőtte ki magát. Az apátság köré hamarosan egy kis falu épült fel, valamint a bőkezű adományoknak köszönhetően az épületegyüttes is jelentősen kibővült.
A település a Nápoly körüli kereskedelem által gazdagodott meg, elsősorban a selyem kizárólagos értékesítése folytán. I. Ferdinánd nápolyi király sokszor kényszerült szembe-szegülni Salerno báróival és hercegeivel, de a két város között fekvő Cava mindig a nápolyiak oldalán maradt. Ennek ékes bizonyítéka látható a városháza archívumában. A király bizalmát mutatja az a „biankó”, amit a király írt alá és pecsételt le, hogy ha Cava lakosai úgy érzik, használják fel saját javukra.
1394-ben IX. Bonifác pápa városi rangot adományozott a településnek és Cavát függetlenítette a salernói érsekségtől. A cavai egyházkerület közvetlenül a pápának volt alárendelve. A lakosság többször is fellázadt a feudális berendezkedés ellen 1335 és 1508 között, ami arra késztette X. Leó pápát, hogy 1513. március 22-én a Sincere Devotionis bullájában független egyházkerületté nyilvánítsa Cavát.
A gazdasági fellendülést követően, amelyet szövőmanufaktúráinak köszönhetett a város gyors fejlődésnek indult és a városközpont fokozatosan áthelyeződött az apátság környéki Corpo di Cavából a Borgo Scacciaventibe (vagy más néven Lo commerzio, jelentése a kereskedelem). Nevét az utcákat járó, kissé huzatos széljárásnak köszönheti (Scacciaventi szélvihart jelent). A lakosság nagy része elszórtan élt a Cava körüli hegyvidéken, hozzá tartozott Cetara, Vietri sul Mare is, amely települések 1806-ban váltak önállóvá. Kezdetben a Borgo Scacciaventi kereskedelmi központ, tulajdonképpeni piac volt, majd a tehetősebb lakosok itt építették fel palotáikat, a kereskedők és kézművesek házaikat és műhelyeiket.
A város történetének egyik érdekes eseménye 1460-ban következett be, amikor az Anjou seregek rajtaütöttek a Nápolyi Királyságban uralkodó I. Ferdinánd nápolyi királyon. Ekkor Cava lakosai fegyvert fogtak és sikerült kimenekíteniük a királyt, aki elismerésként a Fedelissima (hűséges) titulussal ajándékozta meg. 1799-ben a Parthenopéi Köztársaság idején szintén hűséges maradt a királyhoz. A település 1806-ban lett önálló, amikor a Nápolyi Királyságban felszámolták a feudalizmust.
Cava történelmi és gazdasági élete szorosan kapcsolódott a közeli nagyobb központokhoz, mint Amalfi és Salerno. Emiatt az említett településekre igyekvő nagy utazók is említést tettek róla feljegyzéseikben. Edouard Gauthier Párizsban kiadott Nápolyi utazások című könyve (1892) például külön fejezetben foglalkozik Cava szépségeivel. Goethe még korábban járt itt Kniep társaságában, 1787-ben, Hackert 1729-ben, Bourgeois 1804-ben. Lady Blessington, Walter Scott és John Ruskin hosszabb időre a lakói maradtak.

## Népessége
A népesség számának alakulása:

## Főbb látnivalói

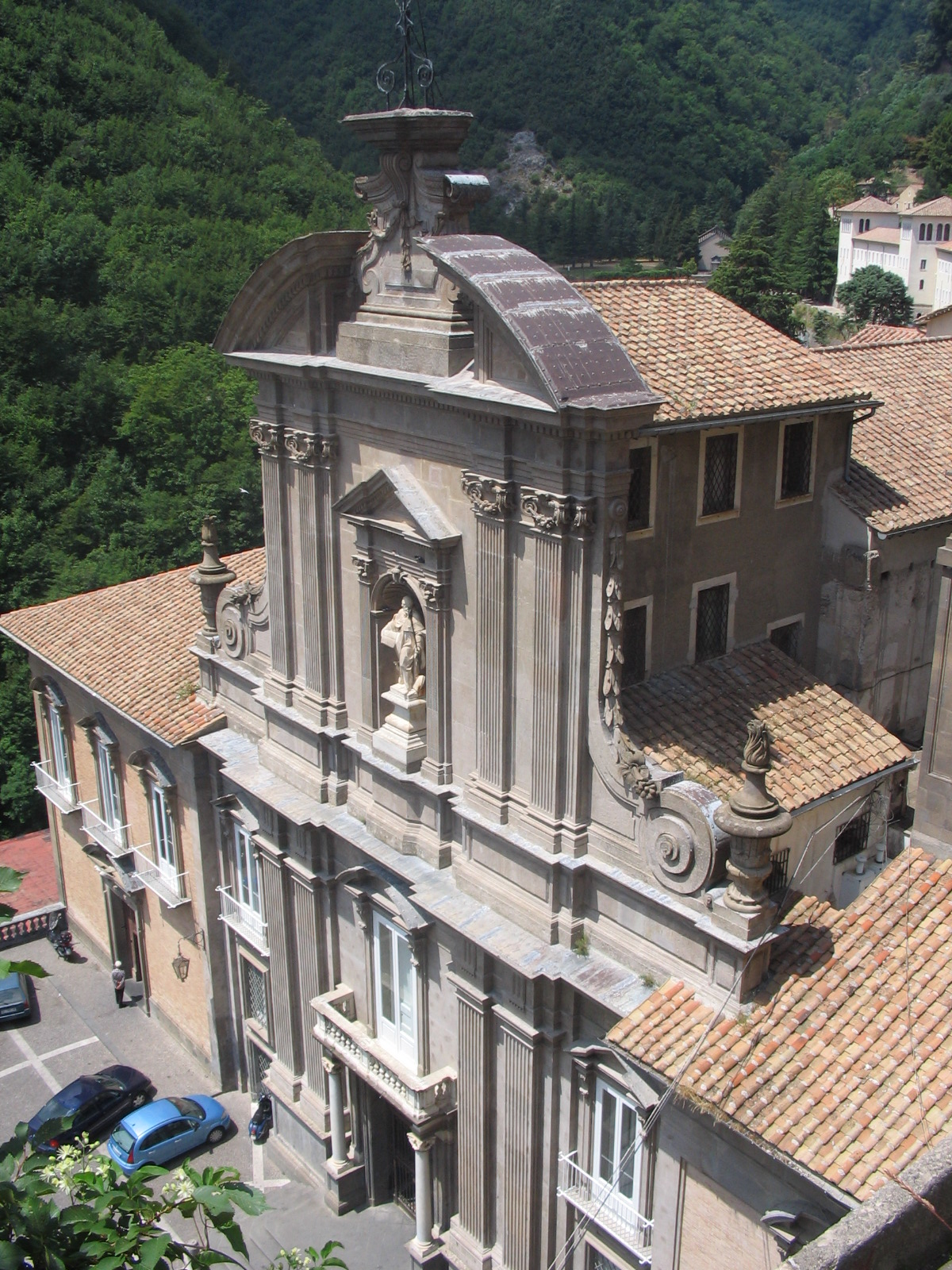
Santissima Trinità-apátság

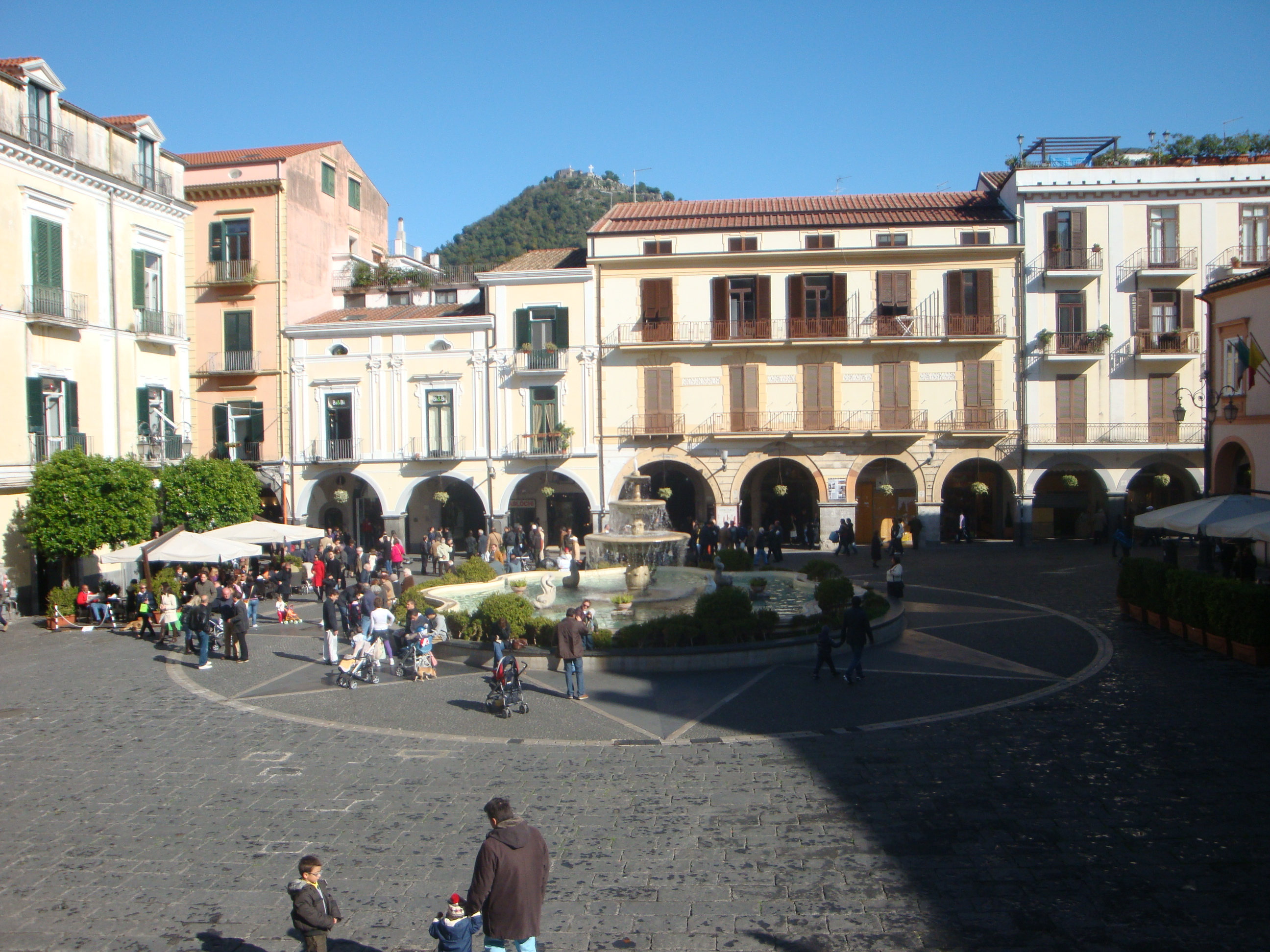
Tér a város központjában

- Santissima Trinità-apátság – 1011-ben alapította Szent Alferius. Ő ide vonult vissza, a bencés szerzetesek szigorát élve. A 11. századi-templom, amit a 17. században felújítottak, alapjául szolgált alapul a montecassinói apátság monumentális épületének. Legértékesebb kincsei a 13. századi szószék (1880-ban helyreállítva) és az ünnepeken használt kandeláber. A 16. és 17. századi építészeti emlékek közül kiemelkedő Giovanni del Gaizo homlokzati munkája 1772-ből. Az apátság Sala Capitolare termét 1632-ben átalakították és 1770-es években majolika padlózattal látták el. Freskói az 1600-as évekből valók.
- Castello di San Adiutore – a város erődítménye
- Pietrasanta-templom – II. Orbán pápa tiszteletére épült, aki 1092-ben járt itt és szentelte fel a Trinità apátsági-templomot.
- San Pietro-templom – a 18. században épült barokk stílusban
- Duomo (dóm) – 1517-ben épült.
- Palazzo di Cittá  – a középkori palotában székelő városháza.
- Torri Longobardi (Longobárd tornyok) – a középkor rituális galambvadászatában voltak hasznosak. A közéjük és a fák közé kifeszített, óriási méretű hálókba beleröpült madarakat a cavaiak saját konyhájuk számára, illetve eladásra gyűjtötték.

## Hagyományok
A biankó pergamen ünnepére minden év július 7-én kerül sor. A felvonulók és résztvevők az 1500-as évek ruháiban és a kornak megfelelő zenei kíséretben emlékeznek meg I. Ferdinánd nápolyi király és a város egymáshoz való hűségéről.
A Monte Castelló-i búcsú hét nappal a Corpus Domini vallási ünnepe után következik, ami a pestistől való megszabadulásra emlékeztet. 1656-ban az egész völgyet megtizedelte a járvány, és a Corpus Domini ünnepét követő hetedik napon egy bencés szerzetes áldásosztása után megszűnt a halálos kór terjedése. Ennek csodás voltát ünneplik tűzijátékkal, a vidék jellegzetes konyhaművészeti remekeinek élvezete mellett.

## Közlekedés

### Autóutak
Caván áthalad az A3-as Nápolyt Salernóval összekötő autópálya, amely az E45-ös európai út szakasza. Ugyanakkor áthalad a településen az SS18 Tirrena Inferiore országút is. Az SS18 forgalma környezeti hatásának csökkentése érdekében egy elkerülő utat építenek.

### Vasút
A település vasútállomása a Nápoly-Salerno vasútvonal mentén fekszik, pontosabban a Salernót Nocera Inferioréval összekötő elágazás mentén. Ezt a vasútvonalat használta az összes vonat az új, Santa Lucia alagút megépítéséig, amelyik 10-15 perccel lerövidítette a menetidőt Nápoly és Salerno között. Az alagútnak köszönhetően a vonatok megoszlanak, a nagysebességű Eurostar szerelvények az alagúton át elkerülik Cavát. A cavai vasútállomással átellenben található a helyi buszállomás, ahonnan rendszeres járatok indulnak az Amalfi-part, Salerno, Sarno, Pompei és Nápoly felé.

### Közösségi közlekedés
A közösségi közlekedésért a CSTP CSTP (Consorzio Salernitano Trasporti Pubblici) vállalat felel. A városközpontot és a környékbeli falvakat rendszeres járatok kötik össze.

## Sport
A helyi labdarúgócsapat neve S.S. Cavese 1919. A stadion Simonetta Lamberti nevét viseli.

## Híres cavaiak
- Ferdinando Baldi, filmrendező
- Giuliana De Sio, színésznő
- Teresa De Sio, énekesnő
- Antonietta Di Martino, magasugró
- Raffaele Schiavi, labdarúgó
- Stefano Sorrentino, labdarúgó

## Testvérvárosok
- Gorzów Wielkopolski, Lengyelország
- Kaunas, Litvánia
- Pittsfield, Amerikai Egyesült Államok
- Schwerte, Németország
- Nyaszvizs, Fehéroroszország